# Шнор

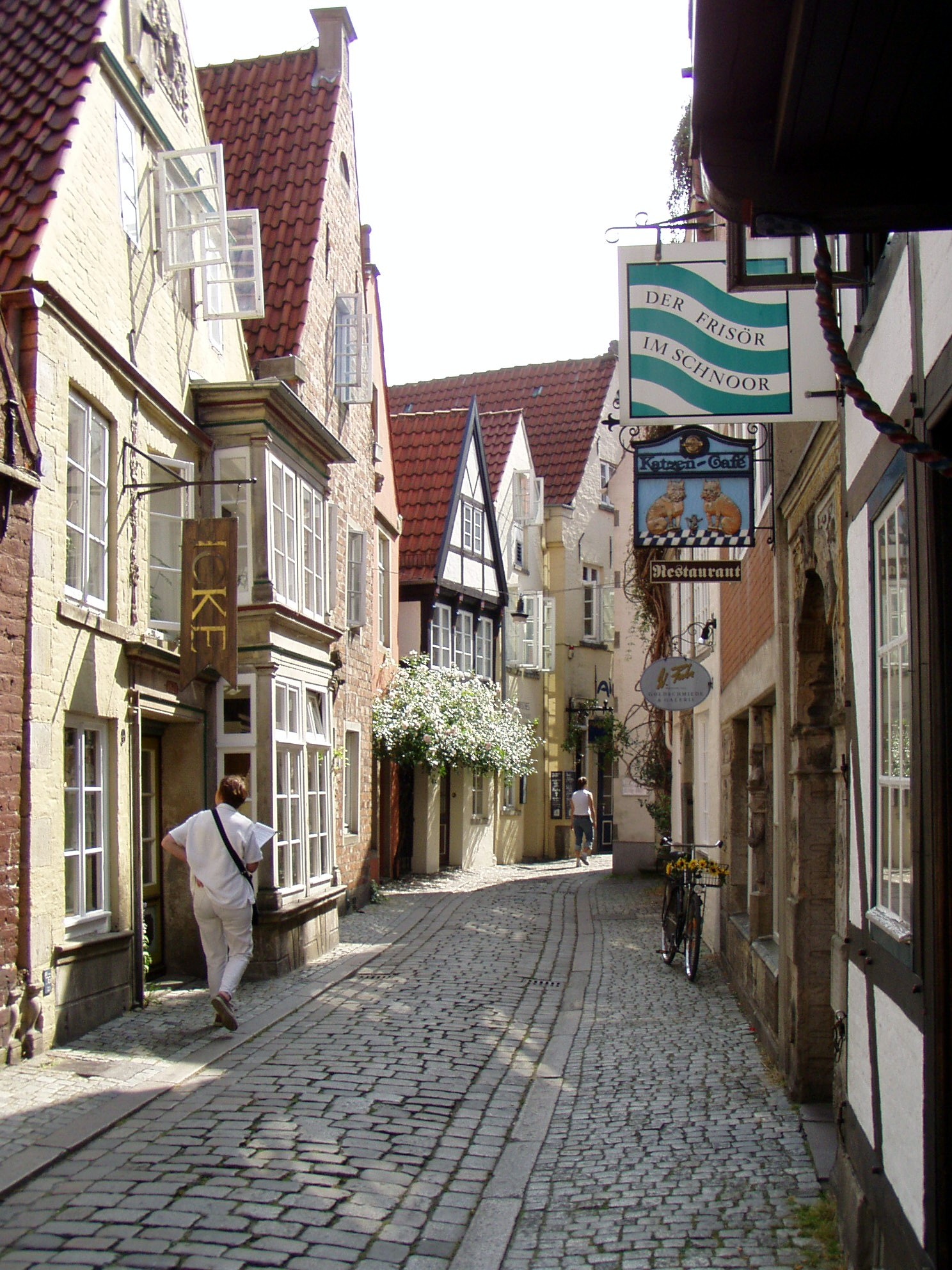

Шнор (нем. Schnoor) — одна из старейших улиц Бремена и названный в её честь старейший из районов города. C 1970 г. историческая застройка квартала находится под охраной государства.
Изначально Шнор был одним из беднейших районов города. Здесь, привлечённые близостью реки, ещё в раннем средневековье селились рыбаки, ремесленники и торговцы. Среди прочего, в кварталах Шнора до сих пор сохранились дома, построенные в XIII веке. Большинство же сохранившихся домов Шнора были построены в XVII—XVIII веках.
В XIII веке францисканцы построили в Шноре кирпичную церковь Святого Иоанна.

## Название
Квартал получил своё название от старого судостроительного ремесла. Проходы между домами часто были связаны с определёнными профессиями или приборами. Было место, где изготовили шнуры и канаты (шнор = шнур), и соседнее место, где сделали проволоку и цепи для якорей (вирен = проволока).